# Campionati europei di dressage 2013
I Campionati europei di dressage 2013 si sono svolti a Herning, in Danimarca. 

## Podi
| Evento              | Oro                | Argento              | Bronzo               |
| Dressage freestyle  | Charlotte Dujardin | Helen Langehanenberg | Adelinde Cornelissen |
| Dressage GP Special | Charlotte Dujardin | Helen Langehanenberg | Adelinde Cornelissen |
| Gara a squadre      | Germania           | Paesi Bassi          | Regno Unito          |

## Medagliere
| Posiz. | Nazione     | Oro | Argento | Bronzo | Totale |
| ------ | ----------- | --- | ------- | ------ | ------ |
| 1      | Regno Unito | 2   | 0       | 1      | 3      |
| 2      | Germania    | 1   | 2       | 0      | 3      |
| 3      | Paesi Bassi | 0   | 1       | 2      | 3      |
| Totale | Totale      | 3   | 3       | 3      | 9      |